# Detective Quantum Efficiency
Nei sistemi di imaging biomedico a raggi X la detective quantum efficiency (DQE) è un indice della qualità del rivelatore basato sulla quantità di rumore che esso introduce nell'immagine. Più specificatamente, indica come il rivelatore degrada il rapporto segnale/rumore dell'immagine in ingresso. 
Formalmente, la DQE è definita come:
{\displaystyle DQE={\frac {SNR_{OUT}^{2}}{SNR_{IN}^{2}}}}
Dove SNROUT e SNRIN sono rispettivamente il rapporto segnale/rumore in uscita e in ingresso.
La DQE è un indice della sola qualità del rivelatore, ma non necessariamente della qualità dell'immagine finale ottenuta dal sistema di imaging, la quale dipende anche dagli altri componenti del sistema. Il detettore ideale, possiede DQE = 1: ciò significa che tutta la radiazione incidente sul detettore è stata convertita in informazione d'immagine. Oggi i detettori digitali hanno DQE= 0,5 cicli/mm (Hz). 
La DQE non deve essere confusa con la QDE (quantum detection efficiency) che indica la frazione di fotoni dei raggi X che vengono assorbiti dal rivelatore rispetto alla quantità complessiva dei fotoni che lo colpiscono.